# Шелби, Ричард
Ричард Крейг Шелби (англ. Richard Craig Shelby; 6 мая 1934, Бирмингем, Алабама) — американский политик-республиканец. Был членом Палаты представителей с 1979 по 1987, сенатор США от штата Алабама с 1987 по 2023 год.

## Биография
Получил образование в Алабамском университете. Работал прокурором в городе Таскалуса (1963—1971), магистратом США Северного округа штата Алабама (1966—1970) и специальным помощником генерального прокурора Алабамы (1969—1971). В 1970 г. был избран членом Сената Алабамы.
В 1978 году был избран в Палату представителей США в седьмом избирательном округе Алабамы, впоследствии переизбирался три раза. В Конгрессе входил в блок «хлопковых долгоносиков»: консервативных демократов из южных штатов, голосовавших вместе с республиканцами за снижение налогов, увеличение военных расходов и дерегулирование экономики.

### В Сенате США

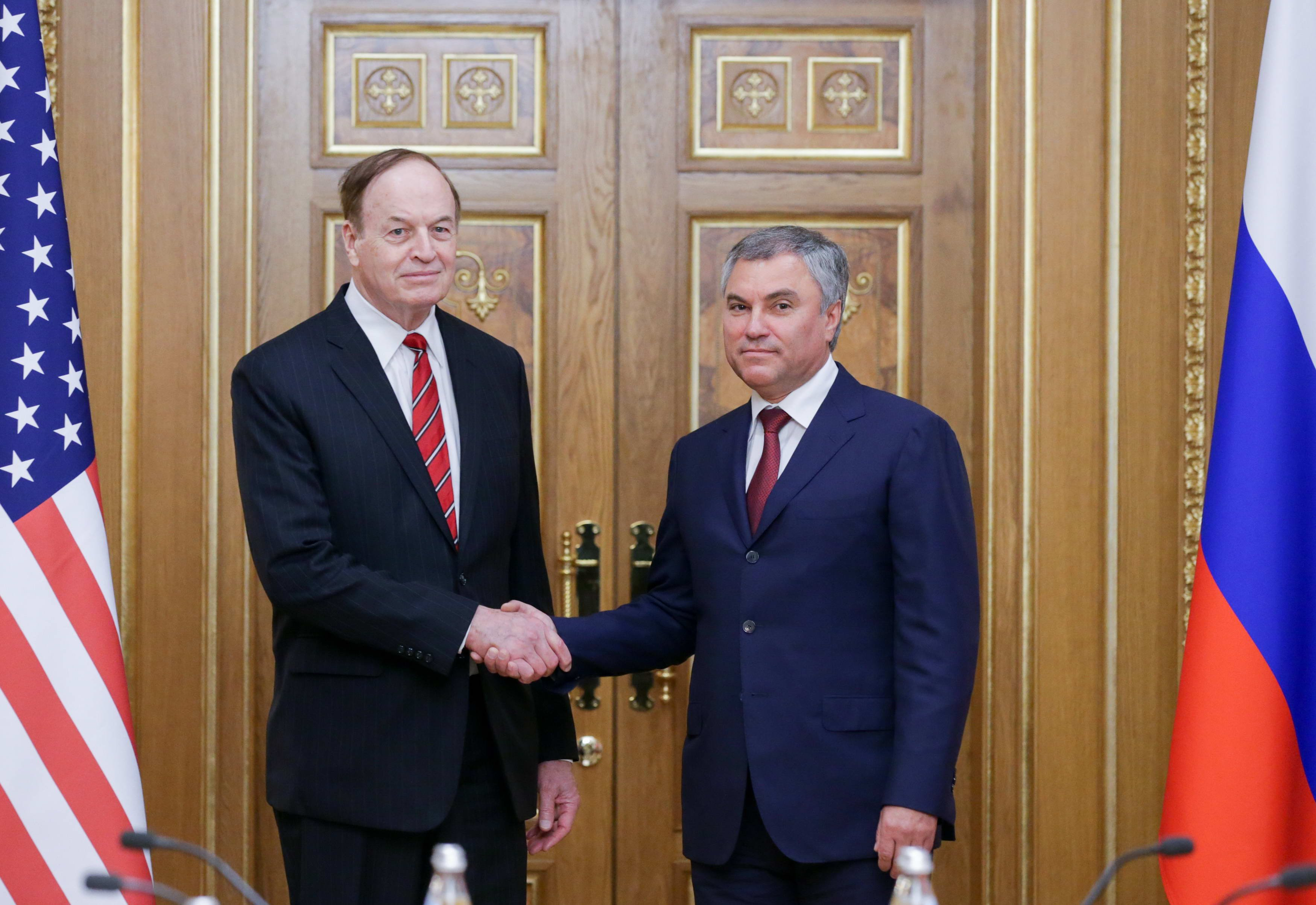
Сенатор Шелби и Председатель Государственной Думы России Вячеслав Володин, 3 июля 2018 года

В 1986 году на выборах в Сенат победил республиканца Джеремайю Дентона с перевесом меньше одного процентного пункта. В 1992 году был переизбран на второй срок, хотя на проходивших одновременно президентских выборах в Алабаме победил республиканец Джордж Буш — старший.
9 ноября 1994 года, на следующий день после Республиканской революции, вернувшей республиканцам большинство в обеих палатах Конгресса, Шелби объявил о смене партийной принадлежности. В 1998, 2004, 2010 и 2016 годах он избирался как республиканец, каждый раз набирая больше 60 % голосов избирателей.
Был председателем сенатского комитета по разведке (1997—2001, 2001), банковского комитета (2003—2007, 2015—2017), комитета по регламенту (2017—2018) и комитета по ассигнованиям (2018—2021).
Является рекордсменом по продолжительности пребывания в должности сенатора США от Алабамы: в марте 2019 года он превзошел рекорд Джона Спаркмана.
В феврале 2021 года стало известно, что Шелби не будет баллотироваться на седьмой срок в 2022 году.